# COYOTE (アルバム)
『COYOTE』（コヨーテ）は、佐野元春14枚目のスタジオ・アルバム。2007年6月13日発売。発売元はDaisyMusic。

## 概要
前作『THE SUN』から3年振りのアルバム。DVD付のデラックス盤と通常盤の2形態でリリース。DVDにはリード・トラック「君が気高い孤独なら」のビデオ・クリップやレコーディング風景が収録されている。

## 収録曲
作詞・作曲・編曲：佐野元春
1. 星の下 路の上[3:27]
2. 荒地の何処かで[4:11]
3. 君が気高い孤独なら[4:33]
4. 折れた翼[4:04]
5. 呼吸[5:16]
6. ラジオ・デイズ[5:18]
7. Us[5:50]
8. 夜空の果てまで[3:26]
9. 壊れた振り子[3:05]
10. 世界は誰の為に[4:37]
11. コヨーテ、海へ[7:36]
12. 黄金色の天使[5:49]

## 参加ミュージシャン
- 深沼元昭（Mellowhead・PLAGUES・GHEEE）
- 小松シゲル（ノーナ・リーヴス）
- 高桑圭（GREAT3）